# Matthias Bahr
Matthias Bahr (* 1960 in Letmathe) ist ein deutscher römisch-katholischer Theologe.

## Leben
Bahr studierte von 1980 bis 1982 Theologie in Paderborn und von 1982 bis 1985 in München, wo er ein Diplom mit dem Schwerpunkt Pastoraltheologie erwarb. Dort absolvierte er von 1986 bis 1992 ein Promotionsstudium bei Erich Feifel im Fach Religionspädagogik, von 1987 bis 1989 gefördert durch ein Stipendium der Universität. Von 1986 bis 1993 war er Religionslehrer im Kirchendienst an einer Grund- und Hauptschule, arbeitete in der Pfarrseelsorge mit und war im Nebenberuf Herausgeber von Arbeitshilfen und Redakteur der Zeitschrift „Informationsdienst Unterrichtsmodelle“. 1992 legte er die zweite Dienstprüfung ab und erhielt die Missio canonica. Von 1992 bis 1993 machte er eine berufsbegleitende Fortbildung in Transaktionsanalyse am Münchener Institut für Integrative Psychotherapie und Transaktionsanalyse (MITA). Von 1992 bis 1993 absolvierte er ein Fernstudium Erwachsenenbildung bei der Arbeitsgemeinschaft für Evangelische Erwachsenenbildung in Bayern (AEEB). Von 1994 bis 1996 war er Direktionsassistent und wissenschaftlicher Mitarbeiter bei der Katholischen Akademie in Bayern. Seit 1996 unterrichtete er als Akademischer Rat Religionspädagogik und Didaktik des Religionsunterrichts an der Katholisch-Theologischen Fakultät der Universität Regensburg. 2001 erhielt er den Förderpreis für innovative Projekte in der wissenschaftlichen Lehrerbildung des Bayerischen Lehrerinnen- und Lehrerverbandes (BLLV). Aktuell ist er Professor für Religionspädagogik und Didaktik des Religionsunterrichts an der Rheinland-Pfälzischen Technischen Universität in Landau.
Seine Arbeitsschwerpunkte sind Didaktik des Religionsunterrichts, die Entwicklung von Religionsbüchern, Religionspädagogik nach Auschwitz und Menschenrechtsbildung.

## Werke (Auswahl)
- Erziehung zur Prosozialität bei Acht- bis Zehnjährigen am Lernort Religionsunterricht (= Studien zur praktischen Theologie. Band 40). EOS-Verlag, Sankt Ottilien 1992, ISBN 3-88096-970-1 (zugleich Dissertation, München 1992).
- mit Ulrich Kropač und Mirjam Schambeck (Hrsg.): Subjektwerdung und religiöses Lernen. Für eine Religionspädagogik, die den Menschen ernst nimmt. Georg Hilger zum 65. Geburtstag. Kösel, München 2005, ISBN 3-466-36670-4.
- mit Peter Poth (Hrsg.): Hugo Höllenreiner. Das Zeugnis eines überlebenden Sinto und seine Perspektiven für eine bildungssensible Erinnerungskultur. Kohlhammer, Stuttgart 2014, ISBN 3-17-023668-7.
- mit Katharina D. Oppel: Brot teilen – Kommunion feiern. Kösel, München 2015.
  - Handreichung. ISBN 3-466-36927-4.
  - Werkbuch. ISBN 3-466-36926-6.
- mit Bettina Reichmann und Christine Schowalter (Hrsg.): Menschenrechtsbildung. Handreichung für Schule und Unterricht. Matthias Grünewald Verlag, Ostfildern 2018, ISBN 3-7867-3124-1.